# القوات الخاصة للأمن والحماية (السعودية)
القوات الخاصة للأمن والحماية هي أحد القطاعات العسكرية التابعة لوزارة الداخلية في المملكة العربية السعودية، وتعمل بمختلف المهام بما في ذلك حماية المواقع الأثرية و المشاريع السياحية الجديدة أبرزها مشروع مدينة نيوم ومشروع البحر الأحمر ومشروع محافظة العلا ضمن رؤية 2030 وحماية السياحة والسائحين بشكل خاص.

## الهدف
تقوم القوات الخاصة للأمن والحماية في كافة المهام والمشاركة في تنظيم الحج والعمرة ومساندة القطاعات الأمنية  وكذالك حماية المواقع الأثرية والمشاريع السياحية الجديدة .

## الرؤية
لقد عملت القوات الخاصة للأمن والحماية على الإعتماد بشكل كامل على أكثر الموظفين النخبة الذين تم توظيفهم واستخدام التكنولوجيا العسكرية الأكثر تقدما.

## المهام
تقوم القوات الخاصة للأمن والحماية بمختلف المهام بما في ذلك حماية مواقع المشاريع الجديدة وحماية السياحة والسائحين.